# Liste der Naturschutzgebiete im Kreis Dithmarschen
Im Kreis Dithmarschen gibt es 13 Naturschutzgebiete.
| Name des Gebietes                          | Bild           | Kennung | WDPA      | Landkreis / Stadt                       | Beschreibung / Bemerkungen | Standort | Fläche in Hektar | Datum der Verordnung |
| ------------------------------------------ | -------------- | ------- | --------- | --------------------------------------- | -------------------------- | -------- | ---------------- | -------------------- |
| Dellstedter Birkwildmoor                   | weitere Bilder | 52      | 81511     | Kreis Dithmarschen                      |                            | Position | 620              | 22.12.1989           |
| Delver Koog                                | weitere Bilder | 83      | 81512     | Kreis Dithmarschen                      |                            | Position | 191              | 24.09.1976           |
| Dithmarscher Eidervorland mit Watt         | weitere Bilder | 45      | 162765    | Kreis Dithmarschen, Kreis Nordfriesland |                            | Position | 620              | 22.12.1989           |
| Ehemaliger Fieler See                      |                | 174     | 318322    | Kreis Dithmarschen                      |                            | Position | 130              | 22.12.1998           |
| Ehemaliger Fuhlensee                       |                | 158     | 162863    | Kreis Dithmarschen                      |                            | Position | 24               | 14.12.1990           |
| Fieler Moor                                | weitere Bilder | 149     | 163094    | Kreis Dithmarschen                      |                            | Position | 255              | 16.12.1993           |
| Grüne Insel mit Eiderwatt                  |                | 136     | 64685     | Kreis Dithmarschen, Kreis Nordfriesland |                            | Position | 1000             | 15.12.1989           |
| Kleve                                      | weitere Bilder | 27      | 164138    | Kreis Dithmarschen                      |                            | Position | 12               | 08.11.1962           |
| Kronenloch / Speicherkoog Dithmarschen     | weitere Bilder | 124     | 164262    | Kreis Dithmarschen                      |                            | Position | 532              | 23.12.1985           |
| Kudensee und Umgebung                      | weitere Bilder | 20      | 164273    | Kreis Dithmarschen                      |                            | Position | 246              | 25.11.1992           |
| Lundener Niederung                         | weitere Bilder | 185     | 555546382 | Kreis Dithmarschen                      |                            | Position | 901              | 16.02.2011           |
| Weißes Moor                                | weitere Bilder | 101     | 82888     | Kreis Dithmarschen                      |                            | Position | 55               | 03.04.1979           |
| Wöhrdener Loch / Speicherkoog Dithmarschen | weitere Bilder | 125     | 166349    | Kreis Dithmarschen                      |                            | Position | 490              | 16.12.1994           |

## Quelle
- www.schleswig-holstein.de,Liste Naturschutzgebiete (Version vom Juni 2017)
- Common Database on Designated Areas Datenbank, Version 14